# Csapkay István Alajos
Csapkay István Alajos (? – Szomor, 1825. január 24.) esztergom-egyházmegyei katolikus lelkész.

## Élete
1813-ban Bajóton káplánkodott, azután Szentendrén; 1815-től fogva Szomoron, Komárom megyében volt plébános.

## Munkái
Predigt, welche am Osterdienstage über Luk. 24. v. 35. bei Gelegenheit der Primizfeyer eines neugeweihten Graner Erz-Diözesan-Priesters vorgetragen wurde in Perball. Gran, 1822.